# B反应堆
B反应堆（英語：B Reactor）位于美国靠近华盛顿州里奇兰的漢福德區，是世界上首个全尺寸核反应堆。该反应堆意在通过中子活化的方式制作钚-239，作为二战期间美国主导的曼哈顿计划的一部分。B反应堆的燃料是金属天然鈾，使用了石墨成分作為中子减速剂，并使用水冷的方式降温。B反应堆在2008年8月19日被美国政府指定为國家歷史名勝。